# 奧庫涅夫文化
奥库涅夫文化（俄語：Окуневская культура）是西伯利亚南部的青铜时代文化，以葉尼塞河中游的米努辛斯克盆地為中心，年代約在公元前2千年的上半叶，在這一地區，晚于阿凡納謝沃文化，而早于安德羅諾沃文化。

## 發現和命名
該文化是由前苏联考古学家捷普劳霍夫于1928年在哈卡斯共和國的奥庫涅夫村附近發現的。

## 概述
從出土的绵羊距骨，墓穴石板上的牛图刻畫以及骨制鱼镖、红铜魚鉤、结网用匕首形骨器、石镞等來看，奥库涅夫文化以畜牧經濟为基礎，以渔獵為辅助。

### 手工業
發現的器具有骨器、銅器、石器、陶器等。红铜、青铜器物相当多見，有铸造的铜斧、鍛造的鱼钩、銅錐、鬓环等；石器有石斧、石杵、石臼等；陶器多為平底，主要有桶形器和罐形器，前者大小不一，紋飾简单，有窝纹、杉针纹、纵列篦纹等，后者紋飾復雜多樣，有波浪纹、棋盘纹、弦纹等，也發現了香炉形、圈足和多棱形器。

### 藝術
考古學家發現了骨、石雕刻的人像、鸟兽等。

### 墓葬
發現的墓葬多靠近河流，地面有高30至50厘米的方形石围，最大者占地400平方米。單個墓穴埋葬1至3人不等，男女或婦幼合葬常見，葬式為仰身屈膝，头大多向西，并垫有石枕，脚下的墓底略有傾斜。墓穴的随葬品不多，尚無明显的貧富分化，随葬品一般為生产工具和陶罐等，女性骨骼发现有骨针、紅铜絲制鬓环等。

## 體質人類學
根據對遺骨的分析，該文化的居民可能属蒙古人种。此问题还有待研究。